# Macoun (Apfel)
Der Macoun ist eine Sorte des Kulturapfels. Die mittelgroße Frucht hat eine grüne, leicht wachsige Schale mit purpurroter Deckfarbe, die verwaschen, intensiv gestreift und mit bläulichem Reif besetzt ist. Das knackige, weiße Fruchtfleisch hat einen süßaromatischen Geschmack.
1909 von Richard Wellington an der New York State Agricultural Experiment Station (NYSAES) in Geneva durch Kreuzung der Sorten McIntosh und Jersey Black gezüchtet, wurde der Macoun 1918 erstbeschrieben. Die Markteinführung erfolgte 1923.
Die Sorte, geeignet als Tafel-, Wirtschafts- und Mostapfel, gedeiht an feuchten, nicht nassen Standorten bis in mittlere Lagen, jedoch nicht bei schweren Böden. Nachdem der Baum Mitte Mai in Vollblüte gestanden hat, wird die Erntereife Mitte September erreicht; genussreif ist der Apfel von Dezember bis März. Des Weiteren ist der Macoun für Druckflecken mäßig und für Stippen kaum anfällig; gegenüber Holzfrost weist er eine hohe, gegenüber Blütenfrost eine ausreichende Widerstandsfähigkeit auf.